# Mr. Blink of Bohemia
Mr. Blink of Bohemia è un cortometraggio muto del 1915 diretto da Sidney Drew.

## Produzione
Il film fu prodotto dalla Vitagraph Company of America.

## Distribuzione
Distribuito dalla General Film Company, il film - un cortometraggio in una bobina - uscì nelle sale cinematografiche statunitensi il 10 giugno 1915. Ne fu fatta una riedizione distribuita il 2 settembre 1918.